# Escac ibèric
L'escac ibèric (Melanargia lachesis) és una espècie de lepidòpter papilionoïdeu de la família dels nimfàlids (Nymphalidae), subfamília Satyrinae, present als Països Catalans.

## Descripció
Es diferencia de la majoria d'espècies del mateix gènere per l'absència de barra negra transversal al mig de la cel·la de l'ala anterior. Comparteix aquesta característica amb Melanargia galathea, de la qual es diferencia perquè no té a la part superior de la cel·la una franja de color gris tan ampla i perquè no presenta a la base de les ales una difusió fosca tan important. Les taques negres són més reduïdes que en aquesta espècie. És una papallona de dimensions relativament grans i els individus més grossos poden arribar a una envergadura de 6 cm.
A més, té la peculiaritat que els seus cromosomes (2n: diploides) són 24; dos jocs de 12.